# Episodi di The Hunger (prima stagione)
La prima stagione della serie televisiva The Hunger è stata trasmessa in anteprima negli Stati Uniti d'America da Showtime dal 20 luglio 1997 al 27 marzo 1998.
In Italia questa stagione è stata trasmessa su Jimmy nel 2000 e successivamente su 7 Gold il 2 novembre 2005.
| nº | Titolo originale             | Titolo italiano              | Prima TV USA      | Prima TV Italia |
| -- | ---------------------------- | ---------------------------- | ----------------- | --------------- |
| 1  | The Swords                   | La Spada                     | 20 luglio 1997    |                 |
| 2  | Menage a Trois               | Ménage a Tre                 | 20 luglio 1997    |                 |
| 3  | Necros                       | Necros                       | 20 luglio 1997    |                 |
| 4  | The Secret Shih Tan          | Shih-Tan Segreto             | 27 luglio 1997    |                 |
| 5  | Bridal Suite                 | La Stanza Nuziale            | 3 agosto 1997     |                 |
| 6  | Room 17                      | Stanza 17                    | 10 agosto 1997    |                 |
| 7  | Anaïs                        | Anaïs                        | 17 agosto 1997    |                 |
| 8  | No Radio                     | No Radio                     | 24 agosto 1997    |                 |
| 9  | But at My Back I Always Hear | Attento alle spalle          | 31 agosto 1997    |                 |
| 10 | Red Light                    | Luce Rossa                   | 21 settembre 1997 |                 |
| 11 | I'm Dangerous Tonight        | Sono pericoloso di notte     | 21 settembre 1997 |                 |
| 12 | The Sloan Men                | L'uomo Sloan                 | 28 settembre 1997 |                 |
| 13 | A Matter of Style            | Una questione di stile       | 26 ottobre 1997   |                 |
| 14 | Hidebound                    | Retrogrado                   | 23 gennaio 1998   |                 |
| 15 | Fly by Night                 | Volare Stanotte              | 31 gennaio 1998   |                 |
| 16 | A River of Night's Dreaming  | Un fiume di sogni notturni   | 6 febbraio 1998   |                 |
| 17 | The Lighthouse               | Il Faro                      | 20 febbraio 1998  |                 |
| 18 | The Face of Helene Bournouw  | La Faccia di Hélène Bournouw | 27 febbraio 1998  |                 |
| 19 | Plain Brown Envelope         | La Busta Liscia Marrone      | 6 marzo 1998      |                 |
| 20 | The Other Woman              | L'altra donna                | 20 marzo 1998     |                 |
| 21 | Clarimonde                   | Clarimonde                   | 20 marzo 1998     |                 |
| 22 | Footsteps                    | Passi                        | 27 marzo 1998     |                 |

## La Spada
- Titolo originale: The Swords
- Diretto da: Tony Scott
- Scritto da: Robert Aickman

### Trama
James, erede di una influente casata statunitense leader nel settore dei cosmetici, viene obbligato dai genitori a prendere le proprie responsabilità nelle attività familiari: per questo ha l'obbligo di seguire un seminario a Londra, nella speranza che l'esperienza lo aiuti a maturare.
In un locale underground viene avvicinato da Dean, il manager di Musidora e presentatore del suo spettacolo. James assiste alla performance, nella quale la giovane artista viene infilzata da lunghe spade, che le attraversano l'addome da parte a parte senza recarle alcun tipo di danno. 
Il giorno successivo Dean e Musidora rintracciano James in un pub, dove gli offrono la possibilità di godere di uno spettacolo privato da parte dell'artista. Il ragazzo, comprendendo l'implicazione sessuale della proposta, accetta. In breve tempo, Musidora sviluppa nei confronti di James un autentico rapporto d'amore, narrandogli di come Dean (il cui vero nome è Harold) le abbia confidato che intorno a lei esiste un'aura, un elemento misterioso che chiama "incantesimo". Questo secondo le parole di Dean, è il segreto che permette a Musidora di eseguire il suo numero con le spade.
La ragazza dichiara il proprio amore a James, il quale, durante la confessione di Musidora, resta a letto fingendo di dormire. Al momento della sua partenza, James si alza dal letto e scopre che le lenzuola sono zuppe di sangue fresco. Comprendendo che il vincolo d'amore che si è sviluppato tra di loro ha finalmente infranto "l'incantesimo", si precipita al locale per interrompere lo show della ragazza, ma arriverà troppo tardi.
- Guest star: Terence Stamp (il presentatore), Balthazar Getty (James), Amanda Ryan (Musidora), Jamie Foreman (Dean/Harold), Timothy Spall (curatore del seminario)

## Menàge a Tre
- Titolo originale: Menage à Trois
- Diretto da: Jake Scott
- Scritto da: Robert Aickman

### Trama
(frase di chiusura della puntata)
La giovane e avvenente infermiera Steph Reynold viene inviata dalla sua agenzia ad accudire la vecchia e inquietante signora Gati, da anni vincolata alla sua sedia a rotelle e dipendente da una lunga serie di farmaci antidolorifici. La ragazza fa presto conoscenza con Jerry Pritchard, un ex artista che ora si guadagna vitto e alloggio nella villa dell'anziana svolgendo lavori domestici. Tra i due giovani scatta presto una fortissima attrazione fisica, di cui approfitterà la vecchia signora, utilizzando Steph come strumento per sperimentare ancora i piaceri della carne, sostituendosi alla sua coscienza.
- Guest star: Terence Stamp (il presentatore), Karen Black (la signora Gati), Lena Headey (Steph Reynolds), Daniel Craig (Jerry Pritchard)

## Necros
- Titolo originale: Necros
- Diretto da: Russell Mulcahy
- Scritto da: Brian Lumley

### Trama
Amareggiato dalla brusca fine della sua relazione, William Cobb cerca distrazione in una piccola cittadina situata in un non precisato paese dell'America Latina. Qui, ospite nell'albergo del suo amico Dino, scorge durante una processione notturna due figure: un vecchio europeo dall'aria inquietante e la sua giovane compagna Helma. Dino mette subito in guardia William, dicendogli che in paese tutti sostengono che l'anziano sia il Diavolo, o qualcosa ad esso legato, e lo additano chiamandolo Necros. Da quando l'uomo ha fatto il suo arrivo, numerosi individui visti in sua compagnia sono scomparsi senza lasciare tracce. William tuttavia è troppo attratto da Helma, e incurante dei consigli la avvicina e cerca di sedurla in diverse occasioni. Durante un acquazzone, la donna approfitta dell'assenza dell'anziano compagno, che lei chiama "Nero", e invita William a raggiungerla in albergo: qui l'uomo incontrerà l'anziano, che gli regalerà un manuale sul Bridge, dopo avergli consigliato di studiarlo attentamente. 
Helma fa un secondo invito a William, stavolta nella propria villa. Qui, durante l'amplesso, l'uomo ha numerose allucinazioni, fin quando la donna manifesta la sua vera natura, quella di un mostro infernale. Dopo avergli succhiato la giovinezza con un lungo bacio, Helma lascia il corpo rinsecchito, invecchiato e rimpicciolito di William sul letto. Necros, finalmente palesato nella sua reale identità demoniaca, prende ciò che resta dell'uomo e lo porta ad un tavolo da gioco, dove lo sta aspettando, nelle medesime condizioni, il suo amico Dino. Entrambi gli uomini sono condannati a giocare un'eterna partita di bridge con i padroni di casa.
- Guest star: Terence Stamp (il presentatore), Philip Casnoff (William Cobb), Cèline Bonnier (Helma), Leonardo Cimino (Nero/Necros)